# جامعه صنعتی

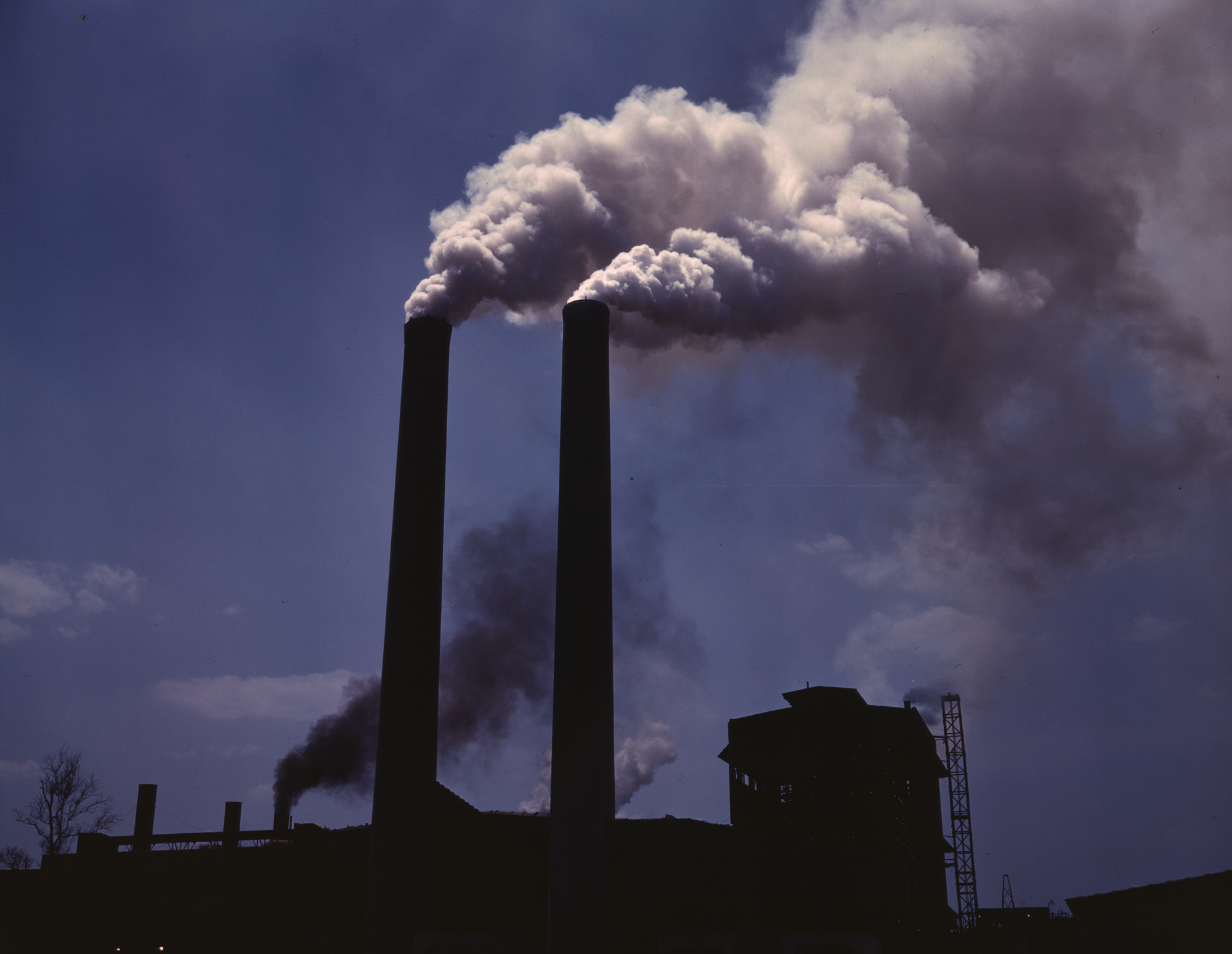
دودکش یکی از کارخانه‌های تولیدی در زمان جنگ، جنگ جهانی دوم. ۱ ژانویه ۱۹۴۲

جامعهٔ صنعتی، در جامعه‌شناسی، به جامعه‌ای اشاره دارد که؛ با استفاده از فناوری، به توانایی تولید انبوه برای تأمین نیازهای جمعیتی بزرگ با آمادگی بالا برای تقسیم‌بندی کار دست یافته‌است. چنین ساختاری در جهان غرب در دورهٔ زمانی پس از انقلاب صنعتی، توسعه پیدا کرد و جانشین جامعه‌های کشاورزی پیش از مدرن، و دوران پیش‌صنعتی شد. جامعه‌های صنعتی به‌طور کلی جامعه‌هایی انبوه‌اند، و می‌توانند جانشین یک جامعه اطلاعاتی باشند. آنها بیشتر با جامعه‌های سنتی در تضاد هستند.
جامعهٔ صنعتی به نیازمندی به استفاده از منابع خارجی انرژی، مانند سوخت‌های فسیلی، و به افزایش میزان و نرخ تولید شناخته می‌شود. در آن‌ها تولید مواد غذایی به مزارع بزرگ تجاری منتقل شده که در آنجا از دست‌آوردهای صنعت، مانند کمباین برداشت محصول و کود شیمیایی تهیه‌شده از سوخت فسیلی، برای کاهش نیروی کار انسانی مورد نیاز استفاده می‌شود، که در نتیجه افزایش تولید را امکان‌پذیر می‌سازد. در وضعیتی که دیگر برای تولید مواد غذایی لازم، به نیروی کار کم‌تری نیاز است، این نیروی کار اضافی به کارخانه‌ها که در آن‌ها شیوهٔ ماشینی کردن مورد استفاده قرار گرفته، برای افزایش باز هم بیشتر کارایی فرستاده می‌شوند. با رشد بیشتر جمعیت، ماشینی کردن گسترش بیشتری پیدا می‌کند، و اغلب به سطح خودکارسازی می‌رسد، و نیروی کار بسیاری از کارگران برای گسترش صنعت خدمات در اختیار این صنعت قرار می‌گیرند.